# Hermano da Silva Ramos
Hermano João da Silva Ramos (soms ook Hernando), bijnaam "Nano" (Parijs, 7 december 1925) is een voormalig Formule 1-coureur uit Brazilië. Hij reed in 1955 en 1956 7 Grands Prix voor het team Gordini.